# Природа світу
«Природа світу» (рос. Природа мира) — книжкова серія тематичних наукових довідників фізико-географічної спрямованості, що виходить з 1981 року дотепер у російському (у минулому радянським) видавництві «Мысль» (Москва). Після 1991 року книги виходили з дуже великими перервами. Книги видаються в єдиному великому форматі 70 х 108 / 16 (~ 170 х 262 мм), у кольоровій паперовій ламінованованій палітурці з коленкоровим або ламінованим корінцем. З 1981 по 2010 роки вийшло 13 книг серії (15 видань). Кожне видання готувалось знаним, чи навіть провідним спеціалістом, або колективом авторів, у певній області знань. Рецензентами виступали академіки та член-кореспонденти спочатку радянської, потім російської академії наук. Кожне видання повноцінно і комплексно розглядало регіональне поширення на планеті Земля певного геологічного або географічного явища природи. Видання розраховані як на спеціалістів певної галузі знань, так і на широке коло читачів.

## Видання

### 1981 рік
- (рос.) Букштынов А. Д., Грошев Б. И., Крылов Г. В. Леса. — М. : Мысль, 1981. — 316 с. — (Природа мира) — 100 тис. прим. — Перша книга довідкової серії була написана відомими лісівниками країни і видана великим накладом. Видання містить огляд і оцінку лісових ресурсів світу по континентам та окремим країнам, дає загальне уявлення про різноманітність лісів планети, їх господарче використання і процеси відтворення[1].

- (рос.) Гвоздецкий Н. А. Карст. — М. : Мысль, 1981. — 214 с. — (Природа мира) — 66 тис. прим. — Книга відомого радянського географа і карстознавця, перша у світовій літературі праця, що узагальнює знання про усі карстові прояви на планеті Земля. У праці використано величезний обсяг спеціалізованої радянської і зарубіжної літератури, доповнений матеріалами власних досліджень в експедиціях. Розглядаються геологічні та географічні умови розвитку карсту, пов'язані з ним гідрологічні явища, поверхневі і підземні карстові форми, показані особливості географічних ландшафтів карстових областей. Докладно охарактеризовані найцікавіші печери світу[2][3].

### 1982 рік
- (рос.) Апродов В. А. Вулканы. — М. : Мысль, 1982. — 368 с. — (Природа мира) — 100 тис. прим. — Довідник містить характеристику близько трьох тисяч вулканів земної кулі, згрупованих за вулканічним поясами та іншими районам прояву вулканізму. Подана докладна загальна геолого-географічна характеристика процесу. Відомості про вулкани включають географічне положення, морфологію, геологічну структуру, активність тощо[4].

### 1983 рік
- (рос.) Лобова Е. В., Хабаров А. В. Почвы. — М. : Мысль, 1983. — 304 с. — (Природа мира) — 40 тис. прим. — Видання від фахівців-ґрунтознавців містить вичерпну характеристику ґрунтового покриву світу. Подані склад ґрунтів, продуктивність, географічне поширення відповідно до їхнього положення в природних зонах. У вступі розглядаються загальні закономірності поширення ґрунтів по планеті. Опису ґрунтів кожного континенту передують загальні відомості та характеристика історії їхнього дослідження. Видання добре ілюстроване кольоровими фотографіями різноманітних ґрунтових профілів[5].

### 1986 рік
- (рос.) Бабаев А. Г., Зонн И. С., Дроздов Н. Н., Фрейкин З. Г. Пустыни. — М. : Мысль, 1986. — 320 с. — (Природа мира) — 100 тис. прим. — У виданні наводяться загальні відомості про пустелі земної кулі, закономірності їх утворення, географічне поширення, особливості природи, класифікація. Подається також фізико-географічна характеристика різних пустель світу. Значну частину обсягу відведено опису господарського освоєння пустель, проблематиці сучасного антропогенного впливу, процесам опустелювання і охорони природи[6].

### 1987 рік
- (рос.) Авакян А. Б., Салтанкин В. П., Шарапов В. А. Водохранилища. — М. : Мысль, 1987. — 326 с. — (Природа мира) — 50 тис. прим. — У популярному ілюстрованому довідковому виданні розповідається для чого створюються водосховища, як ними керують, як у них розвивається життя та багато інших цікавих відомостей про водосховища і перспективи їх створення на різних материках і в різних країнах[7].

- (рос.) Гвоздецкий Н. А., Голубчиков Ю. Н. Горы. — М. : Мысль, 1987. — 400 с. — (Природа мира) — 50 тис. прим. — Книга відомих радянських географів було першою в радянській географічній літературі працею для широкого кола читачів, що описувала усі гірські комплекси планети. Це значне узагальнення великої кількості спеціалізованої радянської та зарубіжної літератури, доповнене матеріалами власних досліджень і спостережень. У виданні розглядаються геолого-тектонічні, геоморфологічні, кліматичні, гляціологічні і гідрологічні особливості гірських систем, характеризуються спектри висотної природної зональності і пануючі типи гірських ландшафтів, умови життя населення і ведення господарства в горах[8].

### 1989 рік
- (рос.) Исаченко А. Г., Шляпников А. А. Ландшафты. — М. : Мысль, 1989. — 504 с. — (Природа мира) — 40 тис. прим. — ISBN 5-244-00177-9. — У виданні ґрунтовно роз'яснюється питання з чим пов'язана різноманітність ландшафтів планети і яку роль цьому відіграють геологічна будова фундаменту, його поверхня, тепловий та водний режим, ґрунти, рослинний покрив і тваринний світ. Описуються біологічні круговороти речовин в тому чи іншому ландшафті, сезонна ритміка природних процесів, використання ландшафтів у господарстві, оцінюється їхній природний потенціал[9].

- (рос.) Долгушин Л. Д., Осипова Г. Б. Ледники. — М. : Мысль, 1989. — 448 с. — (Природа мира) — 40 тис. прим. — ISBN 5-244-00315-1. — У праці поданий докладний опис покрівних льодовиків приполярних областей планети, гірські льодовики усіх материків, розглянуті закономірності їх поширення, умови існування, особливості будови. Праця є унікальною для світової довідкової літератури з гляціології[10].

### 1991 рік
- (рос.) Каплин П. А., Леонтьев О. К., Лукьянова С. А., Никифоров Л. Г. Берега. — М. : Мысль, 1991. — 480 с. — (Природа мира) — 70 тис. прим. — ISBN 5-244-00449-2. — Видання від фахівців-берегознаців для широкого кола читачів про найдовший і неймовірно мінливий кордон у світі — межу суходолу і моря. Комплексно розглядається берегова зона планети в аспекті її величезного значення для більшої частини населення планети. Регіональний опис морських берегів можна використовувати як довідковий матеріал по природі, еволюції та господарської освоєності берегової зони континентів[11].

### 1999 рік
- (рос.) Залогин Б. С., Косарев А. Н. Моря. — М. : Мысль, 1999. — 400 с. — (Природа мира) — 3 тис. прим. — ISBN 5-244-00624-X. — Довідкове видання для широкого кола читачів є першим у світовій науковій літературі узагальненням відомостей про усі моря Світового океану. У книзі подана комплексна географічна характеристика кожного моря, добре ілюстрована оригінальними картами і кольоровими ілюстраціями[12].

### 2000 рік
- (рос.) Апродов В. А. Зоны землетрясений. — М. : Мысль, 2000. — 462 с. — (Природа мира) — ISBN 5-244-00475-1. — Довідкове видання представляє перше у світовій науковій літературі узагальнення відомостей про глобальний розподіл географічних зон землетрусів. Наводиться індивідуальна характеристика півтисячі історичних сильних землетрусів. У таблицях вміщено 5 тис. коротких даних про інші сильні підземні поштовхи[13].

### 2003 рік
- (рос.) Литвин В. М., Лымарев В. И. Острова. — М. : Мысль, 2003. — 288 с. — (Природа мира) — ISBN 5-244-00977-X. — Перший російський комплексний огляд островів Світового океану, довідкове видання російських вчених-географів. Подана всебічна характеристика островів, їхній рельєф, клімат, природні ресурси. Опис супроводжується докладними картосхемами[14].

### 2010 рік
- (рос.) Апродов В. А. Зоны землетрясений. — М. : Мысль, 2010. — 462 с. — (Природа мира) — ISBN 978-5-244-01122-7. — Друге видання праці 2000 року, доповнене і осучаснене.

- (рос.) Литвин В. М., Лымарев В. И. Острова. — М. : Мысль, 2010. — 288 с. — (Природа мира) — ISBN 978-5-244-01129-6. — Друге видання праці 2003 року, доповнене і осучаснене.